# Черевков, Фёдор Евтеевич
Фёдор Евтеевич Черевков (1776—1820) — русский полковник, казак Войска Донского, один из основателей Новочеркасска — столицы Донского казачества.
Сын генерала Черевкова Евтея Ивановича.

## Биография
Родился в 1776 году в станице Раздорской.
Едва Фёдор подрос, отец сразу же стал обучать его казачьим премудростям. Службу казак Фёдор Черевков начал в 18 лет вахмистром в третьем регулярном казачьем кавалерийском полку. В мае 1799 года был переведён в полк генерал-майора А. К. Денисова. В этом же году «за храбрую и ревностную» службу ему пожаловали чин сотника.
Фёдор Черевков принимал участие в знаменитых — Итальянском и Швейцарском — походах русской армии под командованием А. В. Суворова в числе 4 тысяч донских казаков. В этом походе казаки преодолели один за другим несколько перевалов в Альпах, считающихся настоящей природной ловушкой.
Суворов, хорошо знавший донских казаков по прежним боевым делам, поставил их в авангард объединённой русско-австрийской армии. 13 апреля 1799 года донцы стремительным броском овладели крепостью Бергамо, затем Треццо, где командующий французской армией генерал Моро едва не попал к казакам в плен. В дальнейшем казачьи полки Денисова активно участвовали во взятии союзной армией городов: Милана, Турина, Нови, Гави, замка Саравало. Фёдор Черевков также показал себя лихим кавалеристом и отважным командиром. За храбрость и доблесть, проявленную в походе, он получил чин есаула. Донскому же войску в целом за кампанию 1799 года было пожаловано императорское знамя.
В 1801 году Черевков находился в Оренбургском походе в составе полка генерала от кавалерии Орлова, по возвращении на Дон занимал разные должности по внутреннему управлению войском Донским. Через год Черевкова как опытного командира направили с вверенным ему полком в Витебскую губернию для укрепления западных границ.
В 1803 году Черевкову было присвоено звание войскового старшины. Последние годы жизни он служил дежурным при войсковом атамане.
Дослужился Ф. Е. Черевков до полковника (звание присвоено 24 марта 1819 года), выйдя в этом чине в отставку.
Умер Ф. Е. Черевков в 1820 году.
После его смерти поместье на р. Кундрючьей досталось в наследство его сыну — войсковому старшине Петру Фёдоровичу Черевкову. Часть своей земли Пётр Черевков передал в аренду промышленнику Д. А. Пастухову для строительства чугуноплавильного завода.

### Семья
- Был женат на генерал-майорской дочери Елизавете.
- У них родились четыре сына — Иван (род. 1807), Пётр (род. 1810), Евтей (род. 1814) и Фёдор (род. 1818) — все они пошли по стопам отца, служили в казачьих полках верой и правдой Отечеству, как и его внуки и правнуки.

## Память
В 1806 году Фёдор Черевков основал на левом берегу реки Кундрючьей хутор Малый Черевков (позже поселок Вербенский, в настоящее время в черте города Красный Сулин), ставший его родовым поместьем. Резолюцией Войсковой канцелярии от 14 августа 1806 года ему было позволено занять место под хутор на реке Кундрючья для поселения 27 душ крестьян. Его первыми жителями стали семьи крепостных крестьян из Центральной России и Малороссии: Запорожцевы, Кравцовы, Недайвозовы, Руденко, Ткаченко, Цененко, потомки которых до сих пор живут здесь.

### Интересный факт
- Фёдор Евтеевич Черевков является одним из участников закладки города Новочеркасска.[3]

## Награды
- Заслуги Черевкова отмечены орденом Святого Владимира IV степени.